# Tanaquil

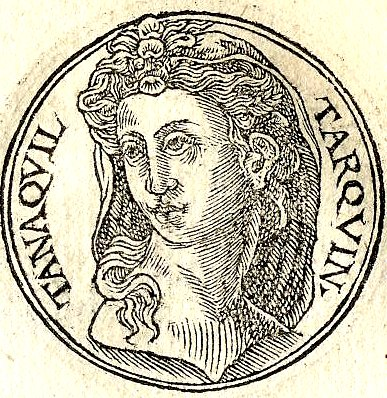
Efigie de Tanaquil en una medalla del Promptuarii Iconum Insigniorum (1553), de Guillaume Rouillé.

Tanaquil (en etrusco, Thanchvil) o Caya Cecilia (Gaia Caecilia) fue una dama aristócrata etruscorromana del siglo VI a. C. Fue la esposa de Lucio Tarquinio Prisco, primer rey etrusco de Roma, a quien convenció para que se instalaran en la ciudad. A la muerte de su esposo, maniobró para favorecer el entronamiento de Servio Tulio.

## Nombre
Tito Livio y Dionisio de Halicarnaso solo la llaman Tanaquil (en griego, Θanaχvil o Τανακυλλίς; en etrusco, Thanchvil, Thanchufil o Thanchfil), pero otros autores, como Festo Rufo, indican que cambió su nombre por el de Caya Cecilia (en latín, Gaia Caecilia) cuando se instaló en Roma.

## Biografía
Según el escritor romano Tito Livio, Tanaquil fue una aristócrata originaria de la ciudad etrusca de Tarquinia. Añade que era una mujer «entendida en augurios celestes».
Tanaquil pensó que su marido sería un buen líder, pero como era el hijo de un inmigrante, que no sería capaz de obtener el poder en Tarquinia, ciudad en la que vivían. Sabiendo esto, Tanaquil le animó a trasladarse a Roma, que no estaba en esta época dominada por una fuerte aristocracia local. Sus habilidades proféticas ayudaron a instalar a Lucio Tarquinio. Camino de Roma un águila voló sobre el sombrero de Tarquinio y luego regresó a su cabeza. Tanaquil interpretó esto como una señal de que los dioses querían que se convirtiera en rey.
Convenció a su esposo a abandonar Etruria y establecerse en Roma, prometiéndole que reinaría en esta ciudad, lo que efectivamente sucedió después de la muerte de Anco Marcio. La profecía de Tanaquil finalmente se materializó, se hicieron amigos del rey Anco Marcio, quien hizo a Lucio Tarquinio tutor de sus hijos. Cuando el rey murió antes de que sus hijos tuvieran la edad suficiente para ser sucesores al trono, Tarquinio utilizó su popularidad en los Comitia (comicios) para ser elegido el quinto rey de Roma. Gobernó de 616 a 579 a. C.
Tanaquil también jugó un papel en el ascenso de Servio Tulio, el sexto rey de Roma. Lo crio como a su propio hijo para que fuera sucesor al trono. Sus sueños se hicieron realidad cuando Servio estaba un día durmiendo su cabeza estaba envuelta en llamas. Las llamas bailaban alrededor de él sin quemarle y cuando Servio despertó, el fuego desapareció 
Tomando esto como un presagio, Tanaquil supo que Servio un día sería rey. Tras la muerte en atentado de Tarquinio Prisco exhortó al pueblo para que proclamara rey a su yerno Servio Tulio. Tanaquil había ocultado la muerte de su esposo a sus súbditos, diciéndoles que Tarquinio había nombrado a Servio regente, hasta que se repusiera de sus heridas. Después de ganar el respeto de la gente y el control de la realeza, Servio y Tanaquil anunciaron la muerte de Tarquinio.
El historiador francés Alain Hus deduce de estas historias que el arte de interpretar los signos divinos entre los etruscos era una prerrogativa de las familias aristocráticas, y que las mujeres podían ser augures.
Tuvo cuatro hijos: dos hijos y dos hijas. Tarquinia, una de sus hijas, se casó con Servio Tulio. Sus dos hijos, Lucio Tarquino el Soberbio y Arrunte Tarquinio, que se casaría con Tulia, hija de Servio Tulio.

## Mito
Según Rufo Festo, cambió su nombre por el de Gaia Caecilia (llamada Gaia Cyrilla por Boccaccio' en De Mulieribus Claris) cuando llegó a Roma, aunque algunos historiadores romanos también escribieron su nombre como Caia Cecilia o Caia Cirila. Este nombre es el origen mítico de los ritos de las bodas romanas Fue recordada como una hábil tejedora en el arte de trabajar la lana. La reina Gaia fue tan admirada por los romanos de su tiempo que se decretó que cualquier novia que entrara en su palacio real anunciaría su nombre como "Gaia" cuando se le preguntara. Se interpreta como un presagio de la futura frugalidad de las mujeres, representativa del estilo de vida sencilla de su época. Plinio el Viejo dice que se el dedicó una estatua como Caecilia Gaia en el templo de Semo Sancus.